# 镇西镇
镇西镇，是中华人民共和国四川省内江市威远县下辖的一个乡镇级行政单位。2019年12月，撤销庆卫镇，将其所属行政区域划归镇西镇管辖。

## 行政区划
镇西镇下辖以下地区：
胜利街社区、民主街社区、肖兵村、杨家咀村、正兴村、团标村、炉丰村、正荣村、花祠村、临江寺村、铜锣村、秧田村、五星村、金竹村、清水村、红光村、莲花村、川主村、护建村、红林村、新华村、新屋村、核丰村、护新村、民建村、护民村、中心村、永团村、黄泥村、永和村、老君村和龙王坝村。

## 交通
- 成遵高速公路（G4215）威远路段
- 内荣高速公路(S56)
- 蓉昆高铁：威远站

## 景点
老君山风景区，由大、小老君山、寨子岩、河口水库等组成。

## 特产
- 周萝卜
- 黄老五花生酥